# Cego Aderaldo
Aderaldo Ferreira de Araújo (Crato, 24 de junho de 1878 — Fortaleza, 29 de junho de 1967), mais conhecido como "Cego Aderaldo" foi um poeta popular cearense que se destacou por seu raciocínio rápido improvisando rimas e repentes.
O cego Aderaldo descobriu o dom da rima em Quixadá, pouco depois de perder a visão em um acidente. Segundo o próprio, a descoberta ocorreu quando teve um sonho em versos. Quando sua mãe morreu, cego Aderaldo decidiu viajar pelo sertão nordestino fazendo suas rimas.
Em 1914, disputou um desafio de rimas com Zé Pretinho (conhecido repentista do Piauí) e venceu. O duelo dos dois poetas foi registrado por Firmino Teixeira do Amaral no cordel A peleja de Cego Aderaldo e Zé Pretinho.
Cego Aderaldo morreu em Fortaleza aos 89 anos, sem nunca ter casado, criando porém 24 filhos adotivos.